# Ordre Martiniste Traditionnel Primitif
De Ordre Martiniste Traditionnel Primitif is een relatief jonge Martinistenorde. Ze is vooral actief in Frankrijk, Franstalig België, Spanje en de Spaanstalige landen. Deze orde is ontstaan uit leden van de Traditionele Martinisten Orde, de Ordre Martiniste des Chevaliers du Christ  en het transobediënte Ordre Martiniste S.I..